# Tuttovale Menon
Tuttovale Menon (* um 1502 in der Bretagne oder bei Cambrai; † zwischen 1566 und 1568 in Ferrara) war ein Komponist französischer Herkunft.
Menon lebte in Italien. Er wirkte vermutlich im Dienste der Herzogin von Ferrara, Renée de France, der er seine Madrigali d’amore widmete. Sein Schüler war Claudio Merulo.

## Werke
- Vierstimmige Madrigali d’amore (1548)